# پردیس افکاری
پردیس افکاری (۲۲ شهریور ۱۳۴۳ – ۳ اسفند ۱۴۰۲) بازیگر ایرانی بود. او کار سینمایی خود را در سال ۱۳۶۷ با فیلم شاخه‌های بید آغاز کرد. افکاری سپس در نقش اصلی فیلم اکشن پنجاه روز التهاب (۱۳۷۲) و فیلم قلاده‌های طلا (۱۳۹۰) به ایفای نقش پرداخت. او سپس در میانه دهه ۱۳۹۰ به ترکیه مهاجرت کرد و در تعدادی از آثار شبکهٔ جم تی‌وی به ایفای نقش پرداخت اما پس از کشته شدن سعید کریمیان، رئیس جم، به ایران بازگشت.

## زندگی
پردیس افکاری وی فارغ‌التحصیل مقطع کارشناسی رشتهٔ بازیگری و کارگردانی از دانشگاه آزاد هنر و معماری بود. او در ۱۶ سالگی در مدرسهٔ هنرپیشگی آناهیتا زیر نظر مصطفی اسکویی دورهٔ دوسالهٔ بازیگری را گذراند. پس از آن فعالیت هنری خود را در عرصهٔ تئاتر با کارگردانان نامداری همچون رکن‌الدین خسروی، مجید جعفری و قطب‌الدین صادقی به‌عنوان بازیگر ادامه داد. وی همزمان در سینما و تلویزیون شروع به فعالیت بازیگری نمود. او در مدت حضور خود در تلویزیون در تعداد زیادی سریال از جمله فکر پلید (۱۳۷۷) و طریق عشق (۱۳۷۸) نقش‌آفرینی نمود. پردیس افکاری در دوران جوانی نیز در برنامه‌های عروسکی بزبز قندی و هادی و هدی (۱۳۶۴) به عنوان بازیگردان عروسکی نیز به فعالیت پرداخت.
افکاری از سال ۱۳۸۸ تا سال ۱۳۹۳ در مدرسهٔ آزاد فیلم‌سازی مسعود کیمیایی با عنوان استاد بازیگری به آموزش هنرجویان آن مؤسسه مشغول بود.
وی پس از بازیگری در فیلم قلاده‌های طلا، فیلم پروپاگاندای ایرانی، به کارگردانی ابوالقاسم طالبی محصول سال ۱۳۹۰ که حوادث پس از انتخابات ۸۸ را به روایت جمهوری اسلامی به تصویر کشیده است، مورد بایکوت نسبی از سوی مردم و برخی از کارگردانان قرار گرفت.
او در سال ۱۳۹۵ به خارج از ایران مهاجرت کرد. در همان زمان رسانه‌ها خبر از کشف حجاب وی و حضور او در شبکهٔ جم دادند.

## درگذشت
افکاری از مدت‌ها پیش دچار سرطان کبد بود. به گفتهٔ همسرش، محمد نجفی، از زمان تشخیص سرطان تا زمان مرگ پردیس کمتر از یک هفته گذشته بود. مراحل درمان نتیجه‌ای نداشت و افکاری در ۳ اسفند ۱۴۰۲ درگذشت. پیکر او در ۷ اسفند در قطعه هنرمندان بهشت زهرا دفن شد.

## فیلم‌شناسی

### سینما
| سال  | نام فیلم                     | کارگردان        |
| ---- | ---------------------------- | --------------- |
| ۱۳۶۷ | شاخه‌های بید                  | امرالله احمدجو  |
| ۱۳۶۸ | گزل                          | محمدعلی سجادی   |
| ۱۳۶۸ | دخترک کنار مرداب             | علی ژکان        |
| ۱۳۷۰ | برخورد                       | سیروس الوند     |
| ۱۳۷۱ | پرواز را به خاطر بسپار       | حمید رخشانی     |
| ۱۳۷۲ | ضربه آخر                     | داوود موثقی     |
| ۱۳۷۲ | پنجاه روز التهاب             | کریم آتشی       |
| ۱۳۷۴ | بانی چاو                     | احمدرضا گرشاسبی |
| ۱۳۸۸ | کیفر                         | حسن فتحی        |
| ۱۳۸۸ | شور شیرین                    | جواد اردکانی    |
| ۱۳۹۰ | قلاده‌های طلا                 | ابوالقاسم طالبی |
| ۱۳۹۰ | شیرین قناری بود              | داوود توحیدپرست |
| ۱۳۹۰ | گیرنده                       | مهرداد غفارزاده |
|      | گامی در تاریکی               | آرش معیریان     |
|      | بهار؛ قبل و بعد              | شاهد احمدلو     |
|      | دربست تا بهشت                | حسین تبریزی     |
|      | مه                           | اکبر منصور فلاح |
|      | شاید برای شما هم اتفاق بیفتد | اصغر توسلی      |
| ۱۳۹۲ | بیدار بخت                    | افشین صادقی     |
| ۱۳۹۳ | چای جوشیده                   | افشین صادقی     |
| ۱۳۹۴ | شیوا                         | اشکان شاپوری    |
| ۱۳۹۰ | پنج درجهٔ شرقی                | محمد خراط‌زاده   |
| ۱۳۹۵ | آخرین شب بارانی              | احمدرضا گرشاسبی |

### تئاتر
| سال  | نام نمایش                                                               | کارگردان       | نویسنده            | سالن اجرا                                          |
| ---- | ----------------------------------------------------------------------- | -------------- | ------------------ | -------------------------------------------------- |
| ۱۳۶۴ | ابن سینا                                                                | مصطفی اسکویی   | مصطفی اسکویی       | آناهیتا                                            |
| ۱۳۶۴ | سوسنگرد                                                                 | مصطفی اسکویی   | مصطفی اسکویی       | آناهیتا                                            |
| ۱۳۶۵ | آنتیگونه                                                                | مجید جعفری     | سوفوکل             | چهارسو. تئاتر شهر تهران                            |
| ۱۳۷۱ | باغ آلبالو                                                              | آنتوان چخوف    | رکن‌الدین خسروی     | چهارسو. تئاتر شهر تهران                            |
| ۱۳۸۲ | دخمهٔ شیرین                                                              | قطب‌الدین صادقی | قطب‌الدین صادقی     | چهارسو. تئاتر شهر تهران                            |
| ۱۳۷۹ | خط عشق                                                                  | قطب‌الدین صادقی | قطب‌الدین صادقی     | چهارسو. تئاتر شهر تهران                            |
| ۱۳۸۶ | عاشق کشون                                                               | سیاوش طهمورث   | سیاوش طهمورث       | سالن اصلی تئاتر شهر تهران                          |
| ۱۳۸۷ | مهمان‌سرای دو دنیا                                                       | سهراب سلیمی    | اریک امانوئل اشمیت | سالن اصلی تئاتر شهر تهران                          |
| ۱۳۸۰ | دندون طلا                                                               | داوود میرباقری | فرید سجادی حسینی   | سالن تبلیغات اسلامی                                |
| ۱۳۸۶ | دنیای زن‌ها                                                              | حسین سحرخیز    | حسین سحرخیز        | سالن شماره ۲ تئاتر شهر                             |
| ۱۳۸۳ | حریر سرخ صنوبر                                                          | شکرخدا گودرزی  | شکرخدا گودرزی      | سالن قشقایی تئاتر شهر                              |
| ۱۳۸۵ | شهادت‌خوانی انسان‌های سرگشته‌ای که به بهایی اندک مسیح‌شان را به صلیب کشیدند | روح‌الله جعفری  | روح‌الله جعفری      | سالن قشقایی                                        |
| ۱۳۸۹ | بهرام چوبینه                                                            | شکرخدا گودرزی  | شکرخدا گودرزی      | سالن قشقایی تئاتر شهر تهران                        |
| ۱۳۹۲ | بر فرس تندرو                                                            | محسن معینی     | محسن معینی         | سالن برج میلاد                                     |
| ۱۳۹۳ | کاسپار                                                                  | محسن معینی     | پیتر هانتکه        | سالن فاطمی                                         |
| ۱۳۹۲ | شیر در زنجیر                                                            | محسن معینی     | محسن معینی         | سالن برج میلاد                                     |
| ۱۳۸۶ | لالای نخل زیتون                                                         | سیروس اسنقی    | سیروس اسنقی        | سالن تبلیغات اسلامی تهران                          |
| ۱۳۹۳ | مرگ در می‌زند آیا؟                                                       | محمد نجفی      | وودی آلن           | سه نقطه                                            |
| ۱۳۹۳ | مردی در یک موقعیت                                                       | محمد نجفی      |                    | سه نقطه                                            |
| ۱۳۹۴ | کفاش و بچه‌هایش                                                          | محمد نجفی      | محمد نجفی          | سالن گوشهٔ فرهنگسرای نیاوران و سالن فرهنگسرای فردوس |
| ۱۳۹۴ | بیداری در خواب                                                          | محمد رحمانیان  | محمد رحمانیان      | عمارت مسعودیه                                      |

### مجموعه‌های تلویزیونی
| سال  | مجموعه تلویزیونی    | کارگردان         | توضیحات                             |
| ۱۳۷۵ | معین پزشک           | احمدرضا گرشاسبی  | شبکه دونسخهٔ تلویزیونی فیلم بانی چاو |
| ۱۳۷۶ | دل‌های شاد           | حمید قدکچیان     | شبکه دو                             |
| ۱۳۷۶ | غفلت                | پرویز حسن‌پور     |                                     |
| ۱۳۷۷ | فکر پلید            | محسن شاه‌محمدی    | شبکه یک۲۰ قسمت                      |
| ۱۳۷۸ | طریق عشق            | حسین مختاری      |                                     |
| ۱۳۷۸ | شیرینی زندگی        | ترانه عطا        |                                     |
| ۱۳۷۸ | ماما                | احمد ظریف‌رفتار   |                                     |
| ۱۳۷۹ | این یک دادگاه نیست  | اصغر توسلی       | شبکه پنج                            |
| ۱۳۷۹ | آبدارشاه            | رحیم رحیمی‌پور    | شبکه دو۱۳ قسمت                      |
| ۱۳۸۰ | خاکستر و باد        | جهانبخش لک       | شبکه دو                             |
| ۱۳۸۲ | مشاور               | علی بیابانی      | شبکه یک۱۲ قسمت                      |
| ۱۳۸۶ | چای جوشیده          | افشین صادقی      |                                     |
| ۱۳۸۷ | مسافر زمان ۲        | مسعود نوابی      | شبکه دو۲۰ قسمت                      |
| ۱۳۸۷ | خسته‌دلان            | سیروس الوند      | شبکه یک۱۵ قسمتبازی در اپیزود راحله  |
| ۱۳۸۸ | شور شیرین           | جواد اردکانی     | شبکه سه۶ قسمت                       |
| ۱۳۸۹ | در مسیر زاینده‌رود   | حسن فتحی         | شبکه یک۳۰ قسمتپخش در ماه رمضان      |
| ۱۳۹۰ | پنج کیلومتر تا بهشت | علیرضا افخمی     | شبکه سه۲۴ قسمتپخش در ماه رمضان      |
| ۱۳۸۹ | بی‌قرار              | بهمن گودرزی      |                                     |
| ۱۳۹۲ | پشت درهای بهشت      | سید مجید موسویان |                                     |
| ۱۳۹۵ | شهر قشنگ            | مهدی مظلومی      |                                     |
|      | رادیو شب            | رضا کشاورز       |                                     |
|      | پلکان هنر           | محمد نجفی        |                                     |

### برنامه‌های عروسکی
| عنوان                      | کارگردان       |
| -------------------------- | -------------- |
| بزبز قندی                  | اردشیر کشاورزی |
| هادی و هدی                 | اردشیر کشاورزی |
| هرچی داری بده یک تجربه بخر | محمود جعفریان  |